# Higrograf
Higrograf je merni instrument koji neposredno meri relativnu vlažnost vazduha i promene beleži na papir ili elektronski medijum. Kao merno osetilo mu služi vlaknasta higroskopna materija (ljudska kosa, konjska dlaka ili slično) koja s promenom vlažnosti vazduha menja dužinu (pri većoj vlažnosti se produžuje, a pri manjoj skraćuje). Higrograf je vrsta autografa koji neprestano beleži relativnu vlagu. Kao merno osetilo (senzor) služi snop vlasi, pa se promena dužine vlasi prenosi polugama na pisaljku, koja na traci beleži krivu relativne vlage.

## Relativna vlažnost
Vazduh obično sadrži manju količinu vlage od maksimalne, pa se kaže da je nezasićen. Ako na primer vazduh pri 20 ° sadrži 10 g/kg vlage, on može još da primi 5,19 g/kg. Pri sniženju temperature, ako vazduh sadrži maksimalnu količinu vlage, nastupa kondenzacija, to jest nastaju oblaci, magla ili rosa. Odnos između apsolutne vlage a, koju sadrži vazduh, i maksimalne vlage , koju bi vazduh mogao primiti kod određene temperature da bi bio zasićen naziva se relativna vlažnost φ. To je broj koji je uvek manji od 1, te se množi sa 100 i izražava u postocima, to jest:
{\displaystyle \phi ={a \over a_{max}}\cdot 100\%}
Relativna vlažnost izražava u postotcima deo maksimalne vlage koja se nalazi u vazduhu kod određene temperature.
Relativna vlažnost je fizička veličina za iskazivanje udela vodene pare u vazduhu (ili generalno u gasovima). Izražava se odnosom parcijalnog pritiska prisutne vodene pare  i parcijalnog pristiska zasićene vodene pare pri određenoj temperaturi i prirtisku vazduha :
{\displaystyle \phi ={p_{H_{2}O} \over p_{H_{2}O}^{*}}}
Relativna vlažnost iznosi 0% kada je vazduh potpuno suv, a 100% kada je vazduh potpuno zasićen vodenom parom. Relativna vlažnost meri se najčešće psihrometrom ili posebnim senzorima.

### Merni instrumenti za merenje vlažnosti vazduha
Apsolutna vlaga meri se pomoću higroskopnih materija, to jest onih hemijskih materija koje upijaju vlagu, na primer kalcijum hlorid i fosfor pentoksid. U tu svrhu služi apsorpcioni vlagomer ili vlagomer (higrometar). On se sastoji od dve spojene staklene cevi u kojima se nalazi higroskopna materija. Cevi su spojene s jednom umerenom (kalibrisanom) posudom u kojoj se nalazi voda. Kada se otvori slavina (ventil) posude, voda će isticati, a u posudu će kroz cev ulaziti zrak preko higroskopne materije. Zapremina vazduha koji je ušao u posudu jednak je količini vode koja je iscurila iz posude. Pre merenja mora se higroskopna materija tačno izmeriti na vazi. Kako je na primer kalcijum hlorid higroskopna materija to on upije vlagu iz vazduha pa zbog toga postaje teži. Razlika težine posle i pre merenja daje težinu upijene vlage koju ima vazduh. Ako se podeli težina vlage sa zapreminom vazduha koji je ušao u posudu, dobija se količina apsolutne vlage koju ima vazduh u 1 m³ odnosno u 1 kg.
Za merenje relativne vlažnosti služi vlagomer (higrometar) i psihrometar. Vlagomer je merni instrument čije se delovanje zasniva na svojstvu vlasi kose da upija vlagu i da se pri tom produžava. Vlas kose je jednim krajem pričvršćena za okvir, a drugi kraj je omotan oko osovine kazaljke. Vlas se rasteže s povećanjem relativne vlažnosti, a steže njenim smanjenjem. Zbog toga se kazaljka pomiče i pokazuje na skali relativnu vlažnost u postocima.
Psihrometar se sastoji od dva termometra smeštena na istom stalku. Kod jednog termometra nalazi se posudica s vodom pomoću koje se neprestano kvasi njegov rezervoar, koji je omotan pamučnim fitiljem. Zbog isparavanja vode mokri termometar pokazuje nižu temperaturu od suvog. Isparavanje vode biće to jače što je manja relativna vlažnost. Razlika temperature suvog i mokrog termometra zove se psihrometrijska razlika pomoću koje se iz psihrometrijskih tablica očitava relativna vlaga.